# 尼古拉·里戈尼
尼古拉·里戈尼（義大利語：Nicola Rigoni；1990年11月12日—）是一位意大利足球運動員。在場上的位置是中場。他現在效力於意甲球隊蒙扎。他的哥哥盧卡·里戈尼也是一位足球運動員。